# 布列讷堡
布列讷堡（法語：Brienne-le-Château，法語發音：[bʁijɛn lə ʃato]），法国东北部城市，大东部大区奥布省的一个市镇，隶属于奥布河畔巴尔区，其市镇面积为21.56平方公里，2022年1月1日时人口数量为2,703人，在法国城市中排名第4,067位。
布列讷堡位于奥布省东北部，是一个区域性的中心城市，多个方向的公路在此交汇。布列讷堡因拿破仑一世曾在此就读军校而闻名，当地建有拿破仑博物馆。

## 地名来源
“Brienne”一名的来源及含义均尚有待考证。法国大革命期间，布列讷堡曾被更名为“Brienne-le-Bourg”；此外当地曾在1849至1880年间使用“Brienne-Napoléon”作为官方名称。

## 历史

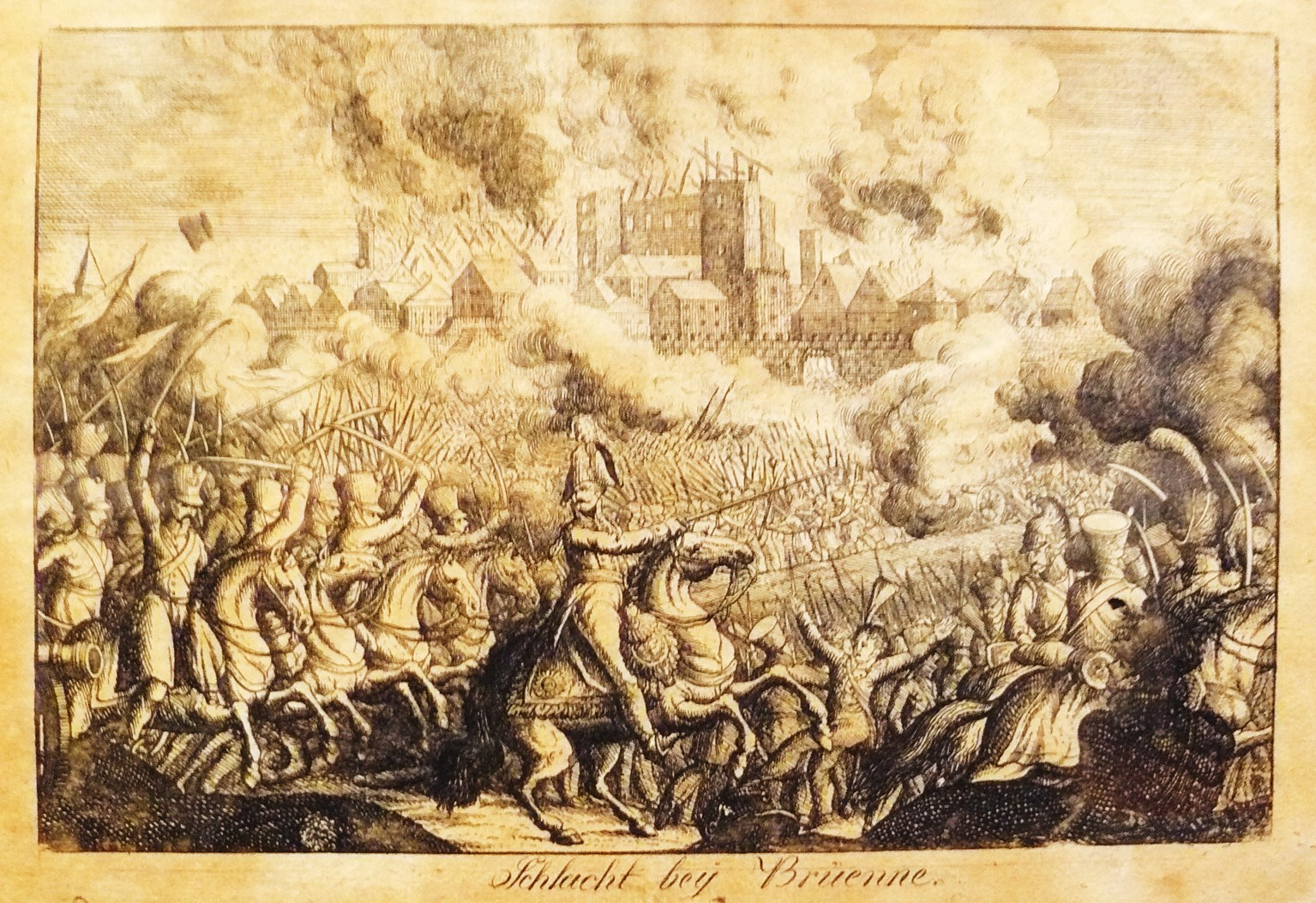
布列讷堡战役

布列讷堡的早期历史尚不清楚。根据当地官方网站的论述，布列讷堡最初于公元9世纪被提及。中世纪中期，布列讷堡长期为香槟地区的一个农业贸易中心，当地每周四举办定期集市。公元950年，布列讷家族成员恩热尔贝获得香槟伯爵头衔，此后其成员在当地修建了布列讷堡城堡，其家族亦不断扩大，其中后代布列讷的约翰曾于13世纪时成为耶路撒冷国王。17世纪时，布列讷堡被洛梅尼家族继承。1776年，法兰西王国在布列讷堡建立布列讷军校，拿破仑一世曾于1779至1784年间在此学习，此后他曾两度回访该地，并于1814年1月29日亲自指挥参与布列讷战役并取得胜利。布列讷堡在法国大革命后成为奥布省的一个市镇，并自1793年起成为该省的一个县治。工业革命期间，布列讷堡曾一度成为一个区域性的铁路交通枢纽。二战初期，因法军内部交流不畅，布列讷堡城市曾被错误地选为摧毁目标，战后当地逐渐恢复重建。

## 地理

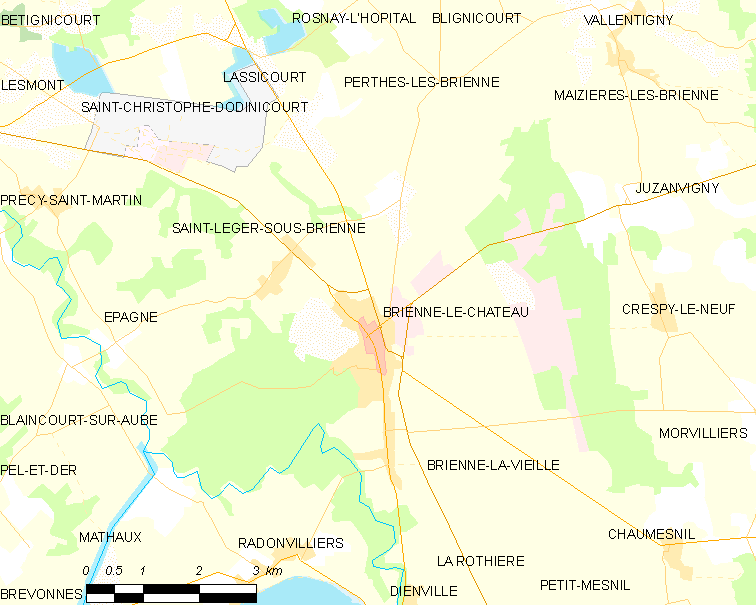
布列讷堡市镇范围地图

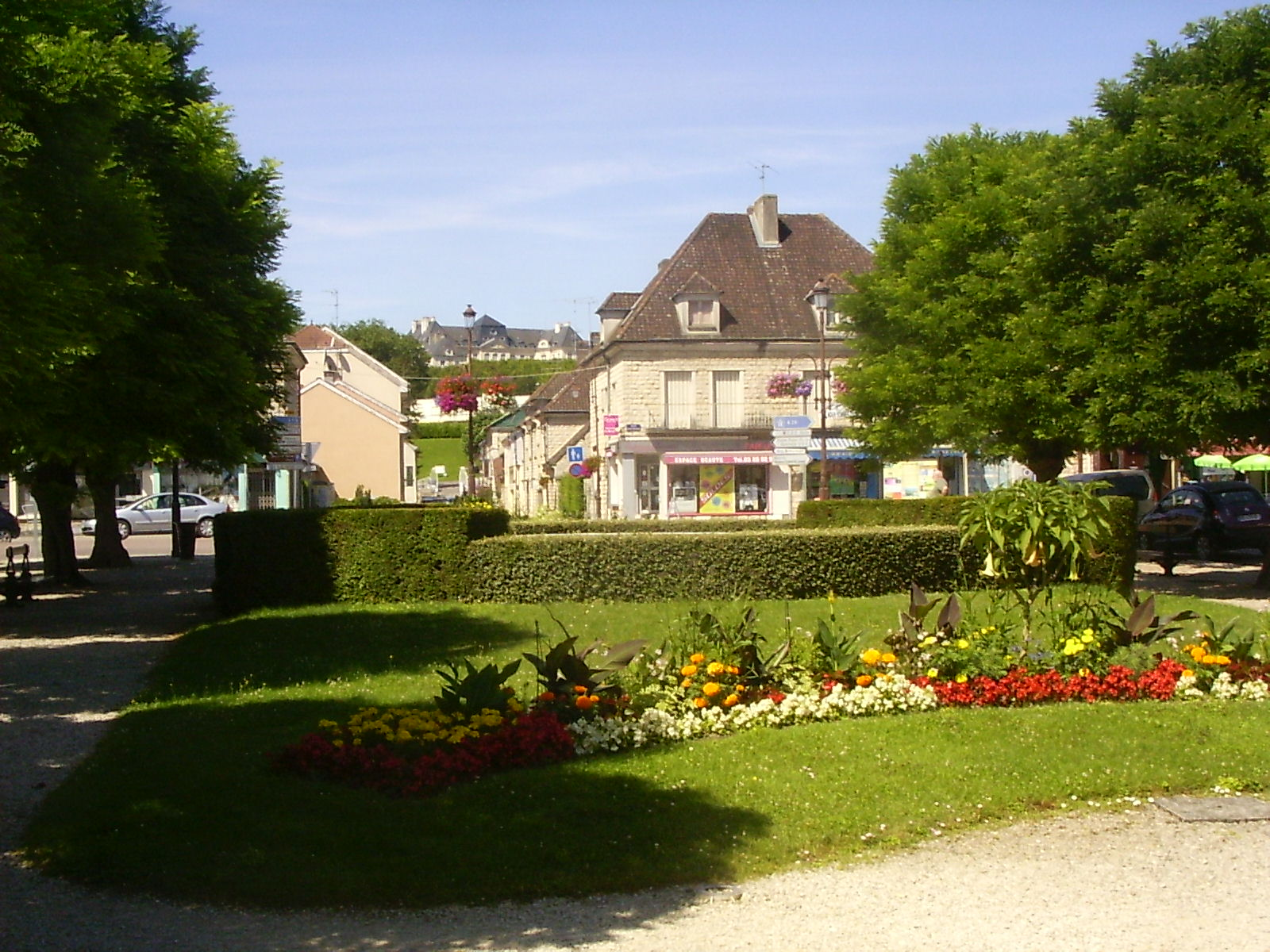
共和国广场花园

布列讷堡位于法国东北部，大东部大区西部和奥布省东北部，距离省会特鲁瓦大约42公里。与布列讷堡接壤的市镇包括：奥布河畔布兰库尔、新克雷斯皮、瑞藏维尼、马托、迈济耶尔莱布列讷、圣莱热苏布列讷、旧布列讷和瓦朗蒂尼。

### 地形
布列讷堡位于湿润香槟地区，以布列讷堡为核心的区域被称为“布列努瓦”，布列讷堡境内以平原和缓丘为主，市镇中心及东侧地势较为平坦，西侧则为平缓的山丘，全境海拔在112到167米之间。

### 水文
布列讷堡位于塞纳河流域范围内，奥布河自东南向西北蜿蜒流经布列讷堡市镇西界。

### 植被
布列讷堡属于温带阔叶混交林区，市镇西部的坡地地带为代福树林（Bois de Défaut），市镇东部的军事营地附近则为阿茹森林（Forêt d'Ajou）。
在鲜花城市的评比中，布列讷堡被评为3星级鲜花城市。

### 气候
布列讷堡在柯本气候分类法中属于带有一定大陆性气候特征的温带海洋性气候（Cfb）。
距离布列讷堡最近的常年气象站位于马托境内，以下为该气象站的数据：
| 马托 1981年－2019年 | 马托 1981年－2019年 | 马托 1981年－2019年 | 马托 1981年－2019年 | 马托 1981年－2019年 | 马托 1981年－2019年 | 马托 1981年－2019年 | 马托 1981年－2019年 | 马托 1981年－2019年 | 马托 1981年－2019年 | 马托 1981年－2019年 | 马托 1981年－2019年 | 马托 1981年－2019年 | 马托 1981年－2019年 |
| 月份                | 1月                 | 2月                 | 3月                 | 4月                 | 5月                 | 6月                 | 7月                 | 8月                 | 9月                 | 10月                | 11月                | 12月                | 全年                |
| ------------------- | ------------------- | ------------------- | ------------------- | ------------------- | ------------------- | ------------------- | ------------------- | ------------------- | ------------------- | ------------------- | ------------------- | ------------------- | ------------------- |
| 历史最高温 °C（°F） | 18.7 (65.7)         | 20.6 (69.1)         | 24 (75)             | 28.6 (83.5)         | 32.9 (91.2)         | 38.4 (101.1)        | 39 (102)            | 40.3 (104.5)        | 33.5 (92.3)         | 28.4 (83.1)         | 23.6 (74.5)         | 19 (66)             | 40.3 (104.5)        |
| 平均高温 °C（°F）   | 6.3 (43.3)          | 8 (46)              | 12 (54)             | 15.1 (59.2)         | 19.8 (67.6)         | 22.8 (73.0)         | 25.8 (78.4)         | 25.5 (77.9)         | 20.8 (69.4)         | 16.2 (61.2)         | 9.8 (49.6)          | 6.3 (43.3)          | 15.7 (60.3)         |
| 日均气温 °C（°F）   | 3.6 (38.5)          | 4.6 (40.3)          | 7.6 (45.7)          | 10 (50)             | 14.4 (57.9)         | 17.3 (63.1)         | 19.8 (67.6)         | 19.6 (67.3)         | 15.6 (60.1)         | 12.1 (53.8)         | 6.9 (44.4)          | 3.9 (39.0)          | 11.3 (52.3)         |
| 平均低温 °C（°F）   | 0.9 (33.6)          | 1.2 (34.2)          | 3.3 (37.9)          | 4.9 (40.8)          | 9 (48)              | 11.7 (53.1)         | 13.9 (57.0)         | 13.6 (56.5)         | 10.5 (50.9)         | 7.9 (46.2)          | 3.9 (39.0)          | 1.5 (34.7)          | 6.9 (44.4)          |
| 历史最低温 °C（°F） | −18 (0)             | −13.8 (7.2)         | −13.2 (8.2)         | −4.7 (23.5)         | 0 (32)              | 1.7 (35.1)          | 4.9 (40.8)          | 4.4 (39.9)          | 1.2 (34.2)          | −4 (25)             | −11 (12)            | −15.9 (3.4)         | −18 (0)             |
| 平均降水量 mm（）   | 53.5 (2.11)         | 54.3 (2.14)         | 52.6 (2.07)         | 59.8 (2.35)         | 66.4 (2.61)         | 58.8 (2.31)         | 66.9 (2.63)         | 62.2 (2.45)         | 62.8 (2.47)         | 69.5 (2.74)         | 64.3 (2.53)         | 71.8 (2.83)         | 742.9 (29.25)       |
| 月均日照時數        | 79.1                | 98.4                | 149.4               | 203.5               | 215.8               | 254.5               | 247.3               | 208.7               | 182.6               | 132.4               | 69.6                | 61.6                | 1,902.9             |
| 来源：infoclimat.fr |                     |                     |                     |                     |                     |                     |                     |                     |                     |                     |                     |                     |                     |

## 行政区划
布列讷堡的市镇编号为10064，邮政编号为10500。
在行政管理方面，布列讷堡隶属于法国大东部大区奥布省奥布河畔巴尔区；在地方选举方面，布列讷堡是布列讷堡县的中央投票站所在地，其市镇范围全境被划入奥布省第一选区；在社会管理方面，布列讷堡是香槟湖泊群市镇公共社区的办公驻地。
截至2024年11月，布列讷堡市镇范围内暂无任何城市敏感街区及城市政策优先街区。
法国国家统计与经济研究所（简称“INSEE”）在进行数据统计时，将布列讷堡及相邻的旧布列讷两个市镇设为布列讷堡城市核心区（Unité urbaine de Brienne-le-Château）及布列讷堡城市区（Aire urbaine de Brienne-le-Château）。自2020年起，布列讷堡城市区被包含30个市镇的布列讷堡城市辐射区代替。此外，INSEE还将布列讷堡市镇整体看作一个“块区”（IRIS），以便于统计人口分布情况。

## 交通

### 公路
奥布省省道D6线、D69线、D130线、D396线、D400线、D443线、D960线和D960A线在布列讷堡境内交汇。大东部大区公共交通（商业名称为“Fluo”）下属的多条奥布省城际客运线路经停布列讷堡，可通往特鲁瓦、苏莱讷迪、奥布河畔巴尔等地。
| 22 | 27 |

| 23 | 42 |

| 21 | 33 |

| 特鲁瓦 | 42 |

| 维特里勒弗朗索瓦 | 41 |

| 奥布河畔阿尔西 | 36 |

| 圣迪济耶 | 47 |

| 茹安维尔 | 53 |

| 苏莱讷迪 | 18 |

| 奥布河畔巴尔 | 24 |

| 塞纳河畔巴尔 | 37 |

| 旺德夫尔 | 20 |

2021年，67.6%的布列讷堡家庭拥有至少一辆私人汽车。2022年，布列讷堡境内共发生各类交通事故1起，造成1人受伤。

### 铁路

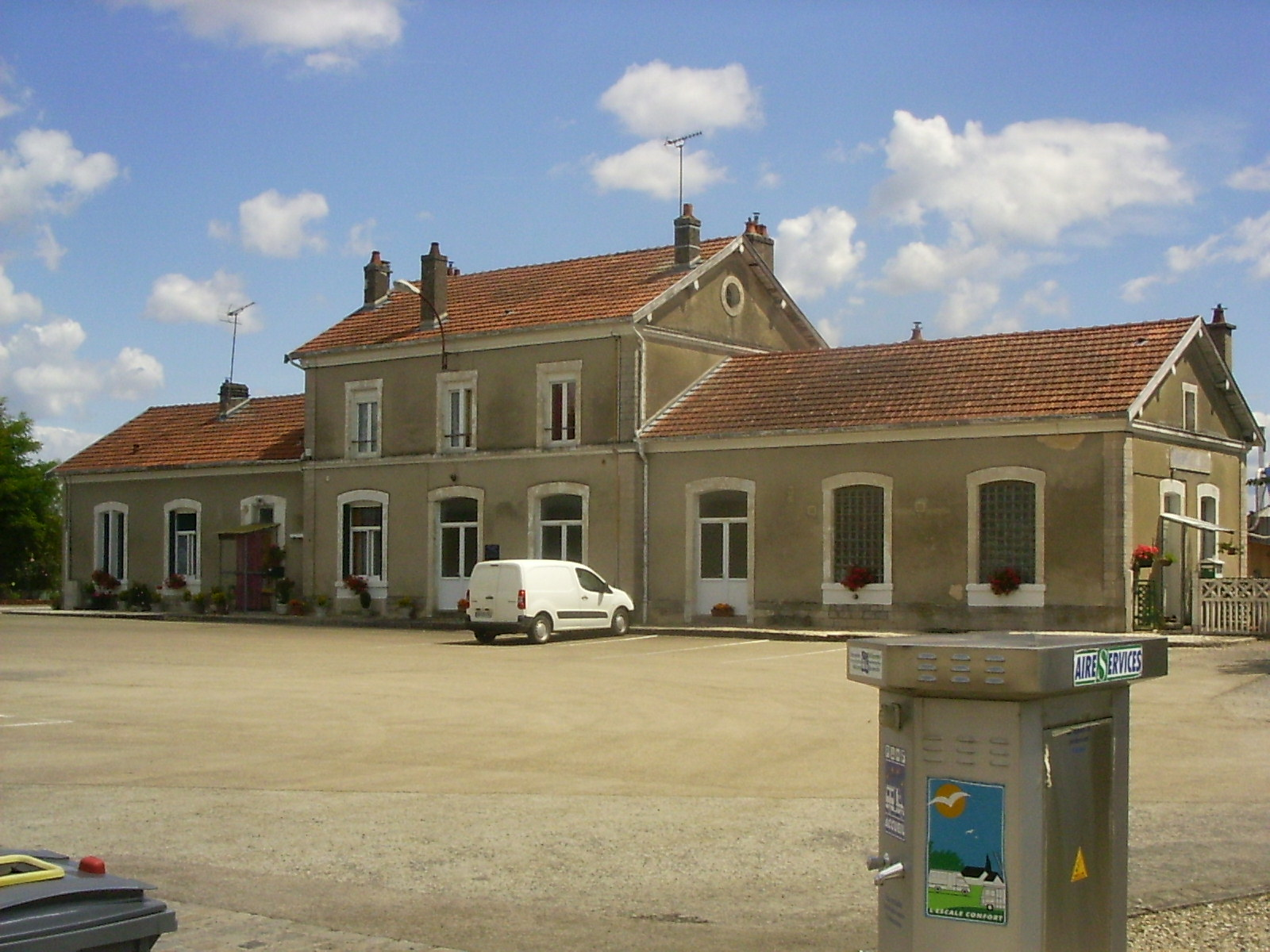
布列讷堡火车站旧站房

布列讷堡位于热桑—索尔西铁路和特鲁瓦—布列讷堡铁路的交汇处，这两条铁路均仅保留少量货运服务；此外还有已关闭的瓦朗蒂尼—维特里勒弗朗索瓦铁路在布列讷堡附近汇入。
距离布列讷堡最近的运营中的客运铁路车站为19公里外的旺德夫尔站，该站停靠往返于巴黎和米卢斯一线的区域列车，部分班次可直通第戎。

### 航空
布列讷堡距离巴黎-瓦特里机场的公路里程大约66公里。

### 城市公共交通
截至2024年11月，布列讷堡暂无城市公共交通系统。

## 政治

### 市政内阁

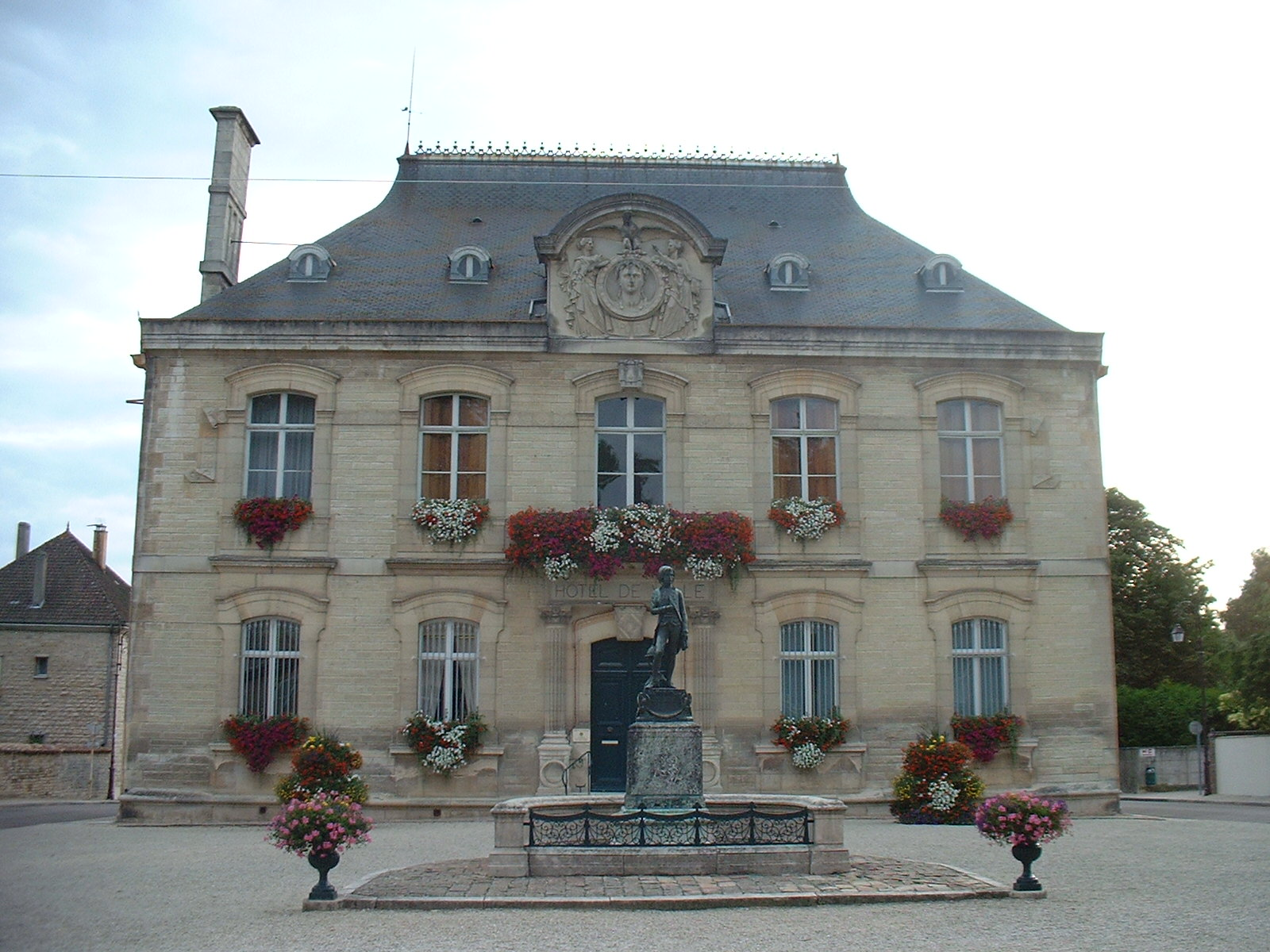
布列讷堡市政厅

布列讷堡的现任市长为洛朗·西布瓦先生（Laurent SIBOIS），他的党籍不详，在2020年的市政选举中获得了64.46%的支持率。
| 布列讷堡历届市长 | 布列讷堡历届市长                | 布列讷堡历届市长                         |
| 任期             | 市长                            | 党派                                     |
| ---------------- | ------------------------------- | ---------------------------------------- |
| 1944年－1953年   | Julien RÉGNIER 朱利安·雷尼耶    | 不详                                     |
| 1953年－1967年   | Robert SIGNOL 罗贝尔·西尼奥尔   | 不详                                     |
| 1967年－1977年   | Joseph WAGNER 约瑟夫·瓦格纳     | 不详                                     |
| 1977年－1983年   | Yves MARTIN 伊夫·马丁           | RAD激进党 →PRG左派激進黨                 |
| 1983年－1995年   | Pierre RAHON 皮埃尔·拉翁        | PCF法国共产党                            |
| 1995年－1997年   | Olivier TOURDOT 奥利维耶·图尔多 | 不详                                     |
| 1997年－2001年   | Henri PIAT 亨利·皮亚            | 不详                                     |
| 2001年－2020年   | Nicolas DHUICQ 尼古拉·迪克      | UMP人民运动联盟 →LR共和黨 →DLF站起来法国 |
| 2020年－         | Laurent SIBOIS 洛朗·西布瓦      | 不详                                     |

### 各级选举
| 布列讷堡历届投票选举结果 | 布列讷堡历届投票选举结果 | 布列讷堡历届投票选举结果 | 布列讷堡历届投票选举结果 | 布列讷堡历届投票选举结果          | 布列讷堡历届投票选举结果 | 布列讷堡历届投票选举结果 | 布列讷堡历届投票选举结果          | 布列讷堡历届投票选举结果 | 布列讷堡历届投票选举结果 |
| 选举项目                 | 选举范围                 | 选区单位                 | 选区单位内的选举结果     | 选区单位内的选举结果              | 选区单位内的选举结果     | 选区单位内的选举结果     | 选区单位内的选举结果              | 选区单位内的选举结果     | 参考资料                 |
| 选举项目                 | 选举范围                 | 选区单位                 | 第一轮胜出者             | 第一轮胜出者                      | 支持率                   | 第二轮胜出者             | 第二轮胜出者                      | 支持率                   | 参考资料                 |
| ------------------------ | ------------------------ | ------------------------ | ------------------------ | --------------------------------- | ------------------------ | ------------------------ | --------------------------------- | ------------------------ | ------------------------ |
| 2017年法國總統選舉       | 法國                     | 市镇                     |                          | 玛丽娜·勒庞                       | 34.03%                   |                          | 埃马纽埃尔·马克龙                 | 50.51%                   | [ 21 ]                   |
| 2017年法国立法选举       | 奥布省第一选区           | 市镇                     |                          | 尼古拉·迪克                       | 30.34%                   |                          | 格雷戈里·贝松-莫罗                | 37.79%                   | [ 21 ]                   |
| 2019年欧洲议会选举       | 法國                     | 市镇                     |                          | 若尔丹·巴尔代拉                   | 38.68%                   | （不适用）               | （不适用）                        | （不适用）               | [ 23 ]                   |
| 2021年法国省级选举       | 奥布省                   | 县                       |                          | 安热莉克·吉耶米诺 奥利维耶·雅基内 | 34.16%                   |                          | 安热莉克·吉耶米诺 奥利维耶·雅基内 | 50.28%                   | [ 24 ] [ 25 ]            |
| 2021年法国省级选举       | 奥布省                   | 市镇                     |                          | 纳塔莉·卡里永 洛朗·西布瓦         | 52.83%                   |                          | 纳塔莉·卡里永 洛朗·西布瓦         | 63.38%                   | [ 24 ] [ 25 ]            |
| 2021年法国大区选举       | 大東部大區               | 市镇                     |                          | 让·罗特纳                         | 45.92%                   |                          | 让·罗特纳                         | 51.74%                   | [ 26 ]                   |
| 2022年法国总统选举       | 法國                     | 市镇                     |                          | 玛丽娜·勒庞                       | 38.03%                   |                          | 玛丽娜·勒庞                       | 55.74%                   | [ 21 ]                   |
| 2022年法国立法选举       | 奥布省第一选区           | 市镇                     |                          | 若尔丹·吉东                       | 38.59%                   |                          | 若尔丹·吉东                       | 52.98%                   | [ 21 ]                   |
| 2024年欧洲议会选举       | 法國                     | 市镇                     |                          | 若尔丹·巴尔代拉                   | 50.46%                   | （不适用）               | （不适用）                        | （不适用）               | [ 21 ]                   |
| 2024年法国立法选举       | 奥布省第一选区           | 市镇                     |                          | 若尔丹·吉东                       | 55.7%                    | （不适用）               | （不适用）                        | （不适用）               | [ 21 ]                   |

## 人口
2021年，布列讷堡市镇人口数量为2,738，在法国排名第4,067位。其中男性1,335人，女性1,403人，75岁及以上人口占13.0%，外籍人口数量为29人，人口密度为127人/平方公里，当地居民被称为（男性）或（女性）。2022年，布列讷堡境内出生13人，死亡人口52人。
| 布列讷堡1901年－2021年人口变化情况 |
|                                    |
| 数据来源：Cassini、INSEE           |

## 经济
布列讷堡是一个区域性的中心城市。截至2024年11月，布列讷堡市镇范围内共有各类用人单位（包含自雇）432家，平均历史为19年，其中99.12%为中小型企业（PME），2024年9月至11月间，当地的经济活力指数为0。（木材加工销售）、（农业器械销售）及（电器销售）是当地2022年已公布营业额最高的三个企业，分别为4,966,137欧元、2,800,238欧元和662,671欧元。

## 财政与居民收入
2022年，布列讷堡的财政收入总额为2,645,760欧元，财政支出总额为2,099,160欧元，当年的债务总额为5,458,680欧元。2022年，布列讷堡市镇通过增值税获得44,930欧元的收入，此外当地还共获得了34,790欧元的国家直接财政补助。
| 布列讷堡居民收入情况                             | 布列讷堡居民收入情况 | 布列讷堡居民收入情况  | 布列讷堡居民收入情况 |
| 内容                                             | 布列讷堡             | 法国                  | 统计年份             |
| ------------------------------------------------ | -------------------- | --------------------- | -------------------- |
| 征税家庭总数                                     | 1,249                | 1,081（法国市镇平均） | 2022年               |
| 居民平均月收入                                   | 1,931欧元            | 2,435欧元             | 2022年               |
| 高级职员人均月收入                               | 3,271欧元            | 4,331欧元             | 2021年               |
| 中级职员人均月收入                               | 2,395欧元            | 2,470欧元             | 2021年               |
| 普通职员人均月收入                               | 1,589欧元            | 1,801欧元             | 2021年               |
| 贫困率                                           | 19%                  | 14.5%                 | 2020年               |
| 青壮年（15至64岁）失业率                         | 18.9%                | 7.4%                  | 2020年               |
| 征税家庭数量占比                                 | 35.2%                | 45.5%                 | 2020年               |
| 家庭年均纳税                                     | 2,397欧元            | 4,393欧元             | 2022年               |
| 资料来源：INSEE、L'Internaute、Le Journal du Net |                      |                       |                      |

## 社会事务

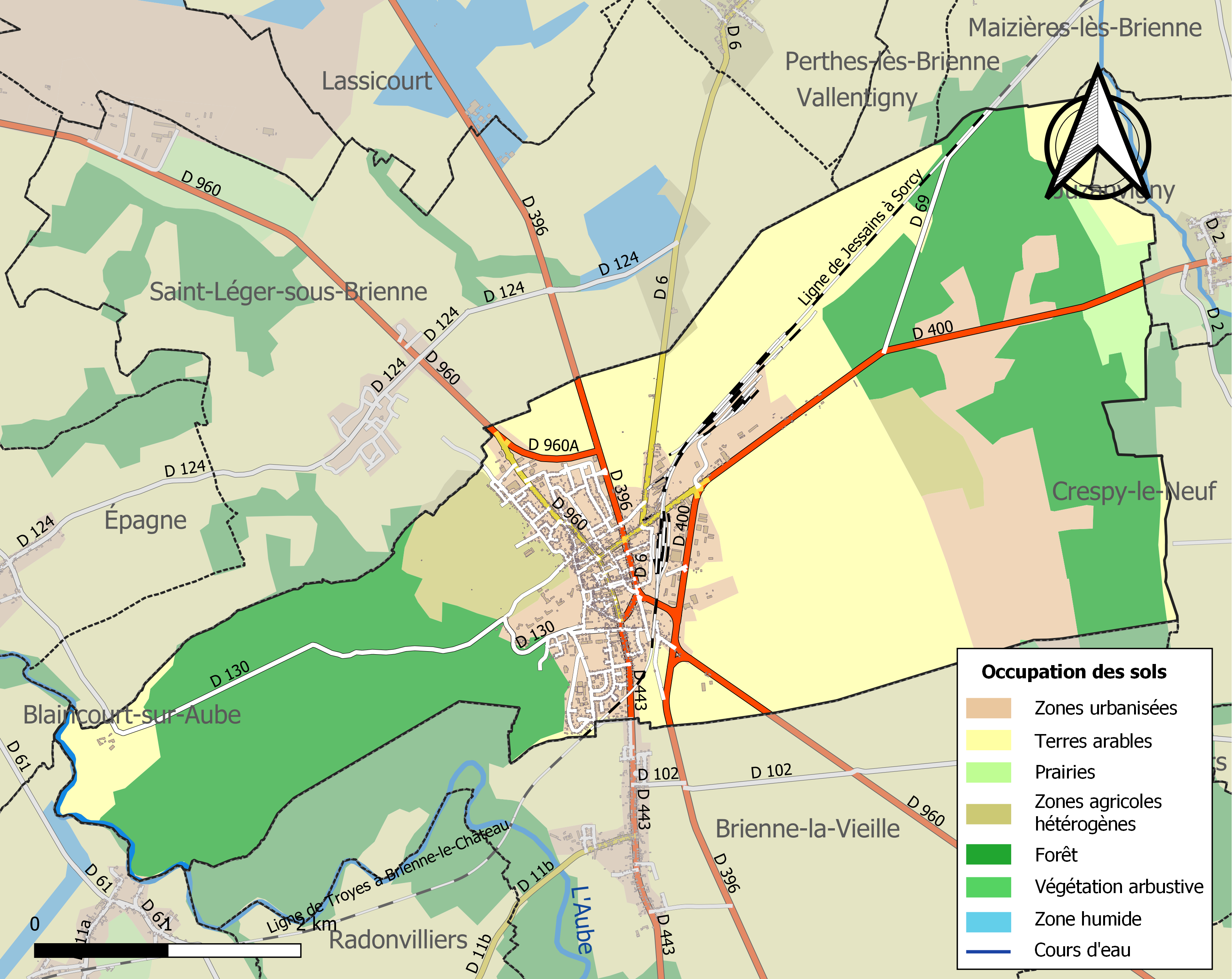
布列讷堡土地利用情况地图

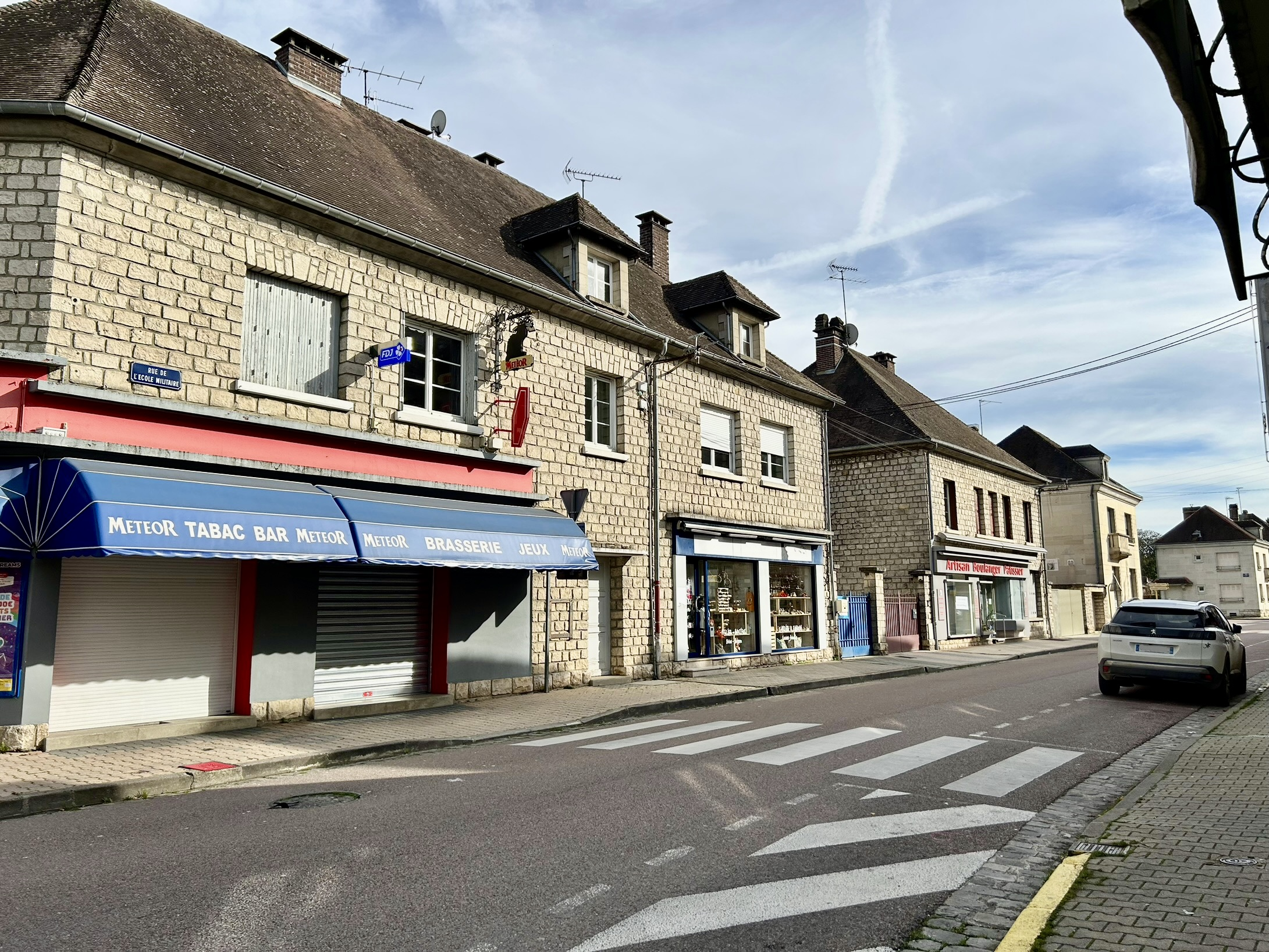
军校街

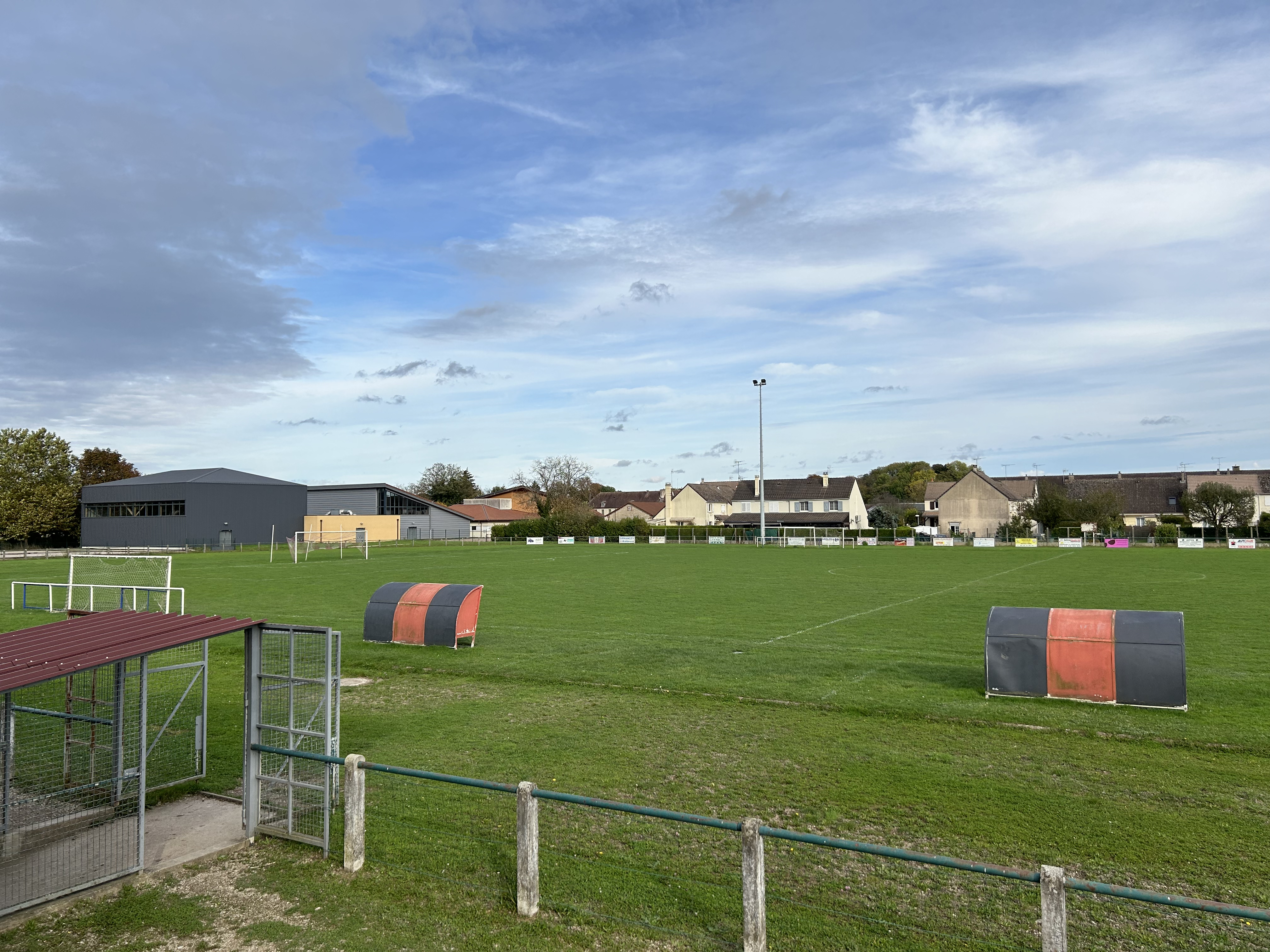
市政球场

### 教育
布列讷堡属于兰斯学区。截至2023年1月1日，布列讷堡境内共有1所小学和1所初级中学。2022至2023学年度，布列讷堡境内共有在校中等教育阶段学生437名。

### 医疗
截至2023年1月1日，布列讷堡境内共有全科医生3名、保健师3名、牙医2名和护士11名。境内共有药房2家、养老院2家、残疾人帮扶中心3家。
距离布列讷堡最近的区域性医疗机构为特鲁瓦中心医院（Centre Hospitalier de Troyes），其主病区西蒙娜·韦伊医院（Hôpital Simone Veil）位于特鲁瓦市区南部，距离布列讷堡市区的正常车程大约39分钟，该院设有床位627个，是奥布省规模最大的公立综合性医院。

### 住房
2021年，布列讷堡境内共有各类住房1,503套，其中63.9%为独立式住宅，32.7%为集中式住宅。常住房屋占布列讷堡市镇范围内居民建筑总量的86.2%。
在住房保障政策方面，2023年，布列讷堡境内共有620户家庭获得了家庭津贴补助，受益人数占总人口数量的22.6%，其中330份为房租补助。

### 商业
2021年，布列讷堡境内共有各类实体商铺93家，其中餐厅10家、大型超市3家、杂货店2家、面包房6家、肉铺3家、书店2家、装饰品店1家、银行门店5家、美容美发店9家、汽车维修店8家。布列讷堡镇中心建有一家E.Leclerc超市，市区西北部建有Intermarché、Bricomarché、Aldi、Gamm Vert等超市。

### 体育
2023年，布列讷堡境内共有1间体育馆、3处网球场、1处马术场、1处足球或橄榄球场以及2处篮球或排球场。
截至2024年11月，东北奥布足球俱乐部（Football Club Nord Est Aubois，编号564209）是布列讷堡境内唯一的一家注册足球俱乐部，该俱乐部成立于2019年，其主队2024至2025赛季参加奥布省足球联赛乙组（法国第十级别），其主场为市政球场（Stade Municipal）。

### 环境
布列讷堡的环境事务由其所属的香槟湖泊群市镇公共社区联合各级政府协调负责。2021年，布列讷堡境内共有1家污染企业。

### 治安
2021年，布列讷堡市镇范围内共有1处宪兵队。
2023年，布列讷堡市镇范围内累计记录各类案件138起，其中盗窃类案件52起，人身侵犯类案件51起，毒品交易类案件1起。

## 文化

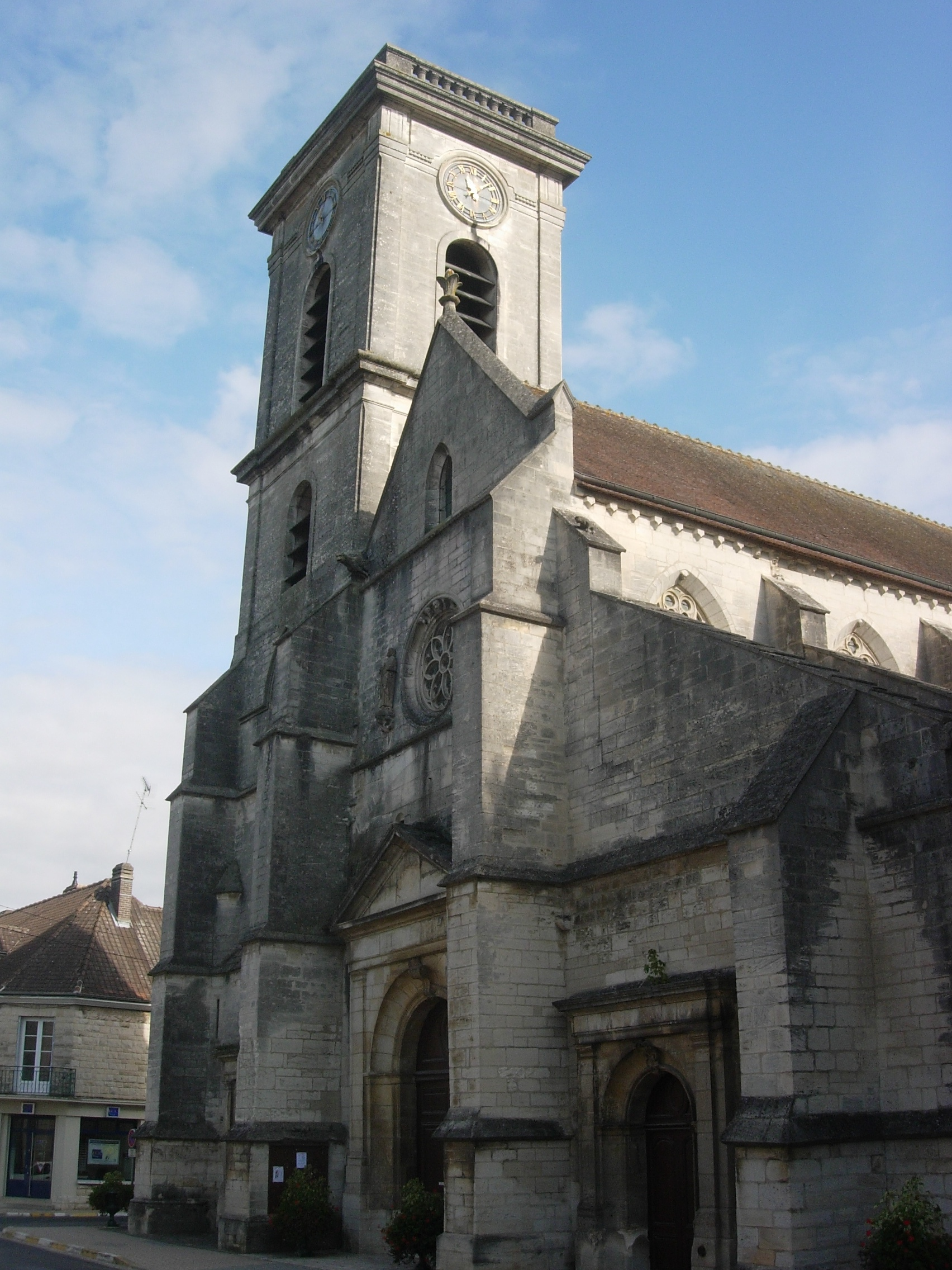
布列讷堡圣伯多禄-圣保罗教堂

2023年，布列讷堡境内共有1家博物馆。布列讷堡境内建有多媒体中心（Médiathèque），每周二至六向公众开放。

### 建筑
布列讷堡境内有多处历史建筑，其中布列讷堡城堡、圣伯多禄-圣保罗教堂等为法国国家文物保护单位。

### 旅游
布列讷堡的旅游事务由其所属的香槟湖泊群市镇公共社区联合各级政府协调负责。2024年，布列讷堡境内共有1家酒店共计10间房间。

### 媒体
法国主要的媒体均可在布列讷堡接收，法国电视三台下属的大东部大区频道在部分时段播出布列讷堡所在奥布省的地方新闻。Canal 32电视台、香槟广播、蓝色法兰西香槟-阿登广播、《东部光明报》等是当地主要的地方性媒体。

## 相关人物
拿破仑一世曾于1779至1784年间在布列讷堡军校学习。另有法国将军西尔万·夏尔·瓦莱和动物学家朱尔·勒内·布尔基尼亚出生于布列讷堡。

## 友好城市
截至2024年11月，布列讷堡共与三座城市建立了友好城市关系：
- 德国 里德施塔特
- 義大利 索尔蒂诺
- 立陶宛 陶拉盖